# Harry Potter in svetinje smrti
Harry Potter in svetinje smrti je sedma in zadnja knjiga iz zbirke o Harryju Potterju avtorice J. K. Rowling.

## Zgodba

### Odhod od Dursleyjevih
Ko bo Harry dopolnil 17 let, bo zaščita, ki mu jo je podarila njegova mati, izgubila svojo moč. Zato se člani Feniksovega reda odločijo, da ga bodo nekaj dni pred tem odpeljali na varno. Med njihovim odhodom  jih pričaka zaseda Jedcev smrti in kljub šestim Harryjevim dvojnikom Mrlakenstein prepozna pravega ter ga napade. Harryja reši njegova palica, v napadu pa umreta Hedwig in Alastor »Noruč« Nergga, medtem ko Robaus Raws Georgeu Weasleyju odreže uho.
Nekaj dni kasneje minister za čaranje Rufus Tepeshkar Ronu, Harryju in Hermioni prinese, kar jim je v oporoki zapustil Albus Dumbledore: Ron dobi Ugaševalnik, Hermiona knjigo otroških pravljic Barda Biritcha, napisano v starodavnih runah, Harry pa Zlati Zviz, ki ga je ujel na svoji prvi tekmi Quidditcha. Harryju je Dumbledore zapustil tudi meč Godrica Gryfondoma, ki pa je po ministrovih besedah starodaven relikt, ki ni nikoli pripadal Dumbledorju, temveč Bradavičarki. Harry na Zvizu kasneje odkrije skrivnostne besede »Moj ključ je zaključek«, a ga ne more odpreti, niti ne razume, kaj naj bi skrivnostne besede pomenile.

### Iskanje Skrižvnov
Med poroko Billa Weasleyja in Fleur Delacour, Krallek Kehomet s pomočjo Varuha zbranim pošlje sporočilo: »Ministrstvo je padlo. Tepeshkar je mrtev. Prihajajo.« Kmalu pride mnogo Jedcev smrti, Harry, Ron in Hermiona pa v splošnem kaosu pobegnejo in se zatečejo v hišo družine Black, ki jo je Harryju zapustil Sirius. Hermiona, ki je takšen odhod od Weasleyev pričakovala, je v torbico spravila vse stvari, ki so jih potrebovali na poti. V Harryevi hiši opazijo, da se začetnice imena Regulusa Arturusa Blacka, Siriusovega brata, skladajo z začetnicami R.A.B., podpisanimi na pismu v medaljonu - lažnemu skrižvnu iz jame. (HP6) Hermiona se spomni, da so prejšnje poletje med čiščenjem hiše družine Black našli prav tak medaljon, zato Harry pošlje hišnega vilinca Spacka, da najde Tobakarolusa Smrata, ki je medaljon pred letom dni ukradel. Ta prizna svojo krivdo in pove, da je z njim podkupil Kalavaro Temyno, ki dela na Ministrstvu za čaranje. S temi informacijami se trojica s pomočjo mnogobitnega napoja pretihotapi na Ministrstvo za čaranje. Tam jih čaka kar nekaj zapletov in ne da bi načrtovali se morajo na Ministrvstvu ločiti. Zlobnim Jedcem pa komaj pobegnejo.
Njihovo skrivališče v hiši družine Black je bilo ob tem odkrito, zato trojica pobegne.Spet se tukaj izkaže Hermiona, ki je v tvojo torbico spravila tudi šotor v katerem so taborili na svetovnem prvenstvu iz quddicha. Tako se vak dan izdejanjajo na različne kraje in se zaščitijo z različnimi varnostnimi uroki. Me Po nekaj mesecih preslišijo, da je v zakladnici Krasotilye L'Ohol spravljena kopija Gryfondomovega meča, čeprav ta misli, da je originalen. Ko Harry izve, da je Dumbledore meč uporabil, da je z njim uničil enega od skrižvnov, ga želi poiskati in z njim uničiti tudi medaljon. A Ron, ki se zboji za varnost svojih staršev in razočaran nad Harryjevim pomankljivim načrtom, jezen odide. Harry in Hermiona se odpravita v Godricov dol, saj upata, da je Dumbledore tam skril Gryfondomov meč. A namesto tega ju napadeta Mrlakenstein in njegova kača Nagini. Med komajšnjim pobegom Hermiona nehote zlomi Harryjevo čarobno palico.
Neke noči Varuh v obliki košute, Harryja odpelje do Gryfondomovega meča. Ko ga Harry skuša spraviti iz zaledenelega jezera, ga medaljon, ki ga ima obešenega okoli vratu, skuša zadaviti. Ron, ki se ravno v tistem trenutku vrne, Harryja reši in uniči skrižven. Čeprav je Hermiona besna na Rona ker je odšel, je ta vir koristnih informacij in jima pove, da je Mrlakensteinovo ime zakleto: kdorkoli ga spregovori, izniči vso čarobno zaščito in razkrije svojo lokacijo, tako da ga Jedci smrti hitro najdejo.

### Svetinje smrti
Trojica obišče Xenophilusa Liupko ter ga povpraša o pomenu simbola, ki so ga že večkrat srečali (prvič ga je Hermiona odkrila v knjigi, ki ji jo je zapustil Albus Dumbledore, drugič pa sta ga Harry in Hermiona videla zapisanega na nagrobniku družine Peverell v Godrikovem dolu). Pove jim, da simbol prestavlja tri legendarne predmete, ki gospodujejo smrti: prapalica, kamen vstajenja in plašč nevidnosti. Harry je prepričan, da je plašč nevidnosti, ki ga je podedoval od očeta, eden od Svetinj smrti. Nato pa Xenophilius izda lokacijo trojice Ministrstvu za čaranje, saj so Jedci smrti ugrabili njegovo hčerko, Loono Liupko in Xenophilus je prepričan, da jo bodo izpustili, če sodeluje z njimi. Trojica za las pobegne.
V taboru skupina grabežev zajame trojico, po tem ko Harry nenamerno izgovori Mrlakensteinovo ime (s tem ukrepom, so na ministrstvu verjeli, da ga bodo ujeli, saj si je le redkokdo dovolil izgovoriti to ime). Zaprejo jih v hišo družine Malfoy, skupaj z Loono, Olchenbatom ter goblinom Kremplackom. Ker med njihovimi stvarmi Krasotilya L'Ohol najde meč Godrica Gryfondoma, se prestraši, da so vdrli v njeno zakladnico ter muči Hermiono, da bi od nje dobila informacije. V sobi z zaporniki se pojavi Trapets, da bi jih rešil. Najprej je na varno odpeljal Olchenbata, goblina in Loono. Tačas pa Marius Mally napade Rona in Harryja, kateri po od njega zahteva povračilo življenjskega dolga. Marius popusti svoj prijem, v maščevanje pa ga zadavi njegova lastna srebrna roka, ki mu jo je podaril Mrlakenstein. Harry in Ron pohitita navzgor, da bi rešila Hermiono. Harry Dracu in Krasotilyi odvzame čarobne palice, nato pa skupaj z Ronom in Hermiono pobegne v Brežni dom, hišo Billa in Fleur. Tik pred njihovim pobegom Krasotilya v Trapetsa vrže nož, zaradi česar ta kmalu umre. Harry vilinca pokoplje blizu koče.
V koči Olchenbat potrdi obstoj Prapalice in jim pove, da lahko čarobna palica, če jo nekdo odvzame njenemu prejšnjemu lastniku, spremeni svojo zvestobo. Trojica s Kremplackom načrtuje vdor v Gringott, saj so prepričani, da je v zakladnici Krasotilye L'Ohol še eden izmed skrižvnov S Kremplackovo pomočjo in mnogobitnim napojem pridejo v zakladnico L'Oholovih. Najdejo skrižven  v obliki posodice, s tem pa sprožijo urok s katerim se zlatnina v zakladnici začne množiti in v vsesplošni zmedi Kremplack pobegne z Gryfondomovim mečem, trojica pa osvobodi zmaja, ki straži vhod v zakladnico ter na njegovem hrbtu poleti iz banke. Za tem Mrlakenstein spozna, da uničujejo njegove skrižvne. Skozi svojo povezavo s Harryjem mu nenamerno izda, da je eden izmed skrižvnov na Bradavičarki.

### Bitka za Bradavičarko
Trojica odhiti v Meryascoveeno, od koder jim Aberforth Dumbledore, brat Albusa Dumbledorja, skozi skrivni prehod pomaga priti v Bradavičarko. Harry opozori profesorje na Mrlakensteinov prihod, zato se odločijo, da bodo Bradavičarko skušali zaščititi. Feniksov red, Dumbledorjeva armada in bivši dijaki (kot na primer Oliver Wood in Percy Weasley) jim prispejo na pomoč, ko Mrlakensteinovi privrženci napadejo grad. Fred Weasley je ena izmed zgodnjih žrtev spopada, poleg Remusa in Fatale Wulf ter Colina Creeveya. Med bitko Harry spozna, da je skrižven diadem Daniele Drznvraan ter se spomni, da ga je videl v Sobi KŽTD. Medtem Ron in Hermiona vdreta v Dvorano skrivnosti in nabereta baziliskove zobe; Hermiona z enim izmed njih uniči skrižven - čašo. V Sobi KŽTD trojico napadejo Dreco, Crabbe in Goyle. Crabbe izgubi nadzor nad mogočnim urokom »Fiendfyre« (mogočni ogenj), ki ga ubije ter uniči diadem. Ron in Harry rešita Dreca in Goyla.
Harry pogleda v Mrlakensteinove misli ter se odpravi proti Besneči brunarici, kjer Mrlakenstein ukaže Nagini, naj ubije Rawsa. Misli namreč, da je Raws postal gospodar prapalice, ko je ubil Dumbledorja (ta je bil poprej njen gospodar) in da bo palica po Rawsovi smrti služila njemu. Mrlakenstein odide in Raws, umirajoč, da Harryju svoje misli. Razkrijejo, da je bil Raws vedno zvest Dumbledorju, motiv čemur je bila njegova dolgoletna ljubezen do Lily Potter, Harryjeve matere. Vidi Dumbledorja, ki, obsojen na smrt zaradi uroka skrižvna-prstana, Rawsu naroči, naj ga ob primernem trenutku ubije ter s tem prihrani muke Drecu Malfoyu, ki naj bi to storil. Harry tudi odkrije, da je bil Raws tisti, ki je Harryju poslal Varuha v obliki košute ter ga popeljal do Gryfondomovega meča. Najpomembnejše razodetje Rawsovih spominov pa je, da je Mrlakenstein Harryja naredil za svoj sedmi skrižven. Zato Mrlakenstein ne more umreti, dokler on (Harry), še živi.
Vdan v usodo se Harry sam odpravi proti Prepovedanemu gozdu, kjer ga čaka Mrlakenstein. Ugotovi, da »zaključek« z napisa na zlatem zvizu pomeni njegovo smrt. Vanj zašepeta »Umrl bom,« Zviz se odpre in v njem se skriva Kamen vstajenja. Harry z njim obudi svoje starše, Siriusa ter Remusa, ki mu pomagajo najti pot do Mrlakensteinovega tabora. Tam se mu Harry brez upiranja pusti napasti s kletvijo smrti - Avada Kedavra. Prebudi se v nezemeljskem prostoru, negotov, ali je živ ali mrtev. Prikaže se Dumbledore in mu razloži, da, kakor Mrlakenstein ne more umreti zaradi koščka duše v Harryjevem telesu, prav tako tudi Harry ne more umreti zaradi kapljice krvi v Mrlakensteinu. (HP4) Pove mu tudi, da je Mrlakenstein z urokom smrti ubil del lastne duše, ki je prebival v Harryju. Slednji dobi priložnost, da se vrne v svet živih ali da »odide naprej«.
Harry se prebudi a se pretvarja, da je mrtev in Hagrid Ruralus ga prisiljen kot trofejo Mrlakensteinovi vojski odnese pred Bradavičarko. Ko izbruhne bitka se Harry skrije pod Plašč nevidnosti, Neville Velerit pa iz Klobuka Izbiruha povleče Gryfondomov meč ter z njim Nagini odseka glavo ter tako uniči zadnji skrižven. Medtem ko se Minerva McHudurra, Limax Hudlagod in Krallek Kehomet borijo z Mrlakensteinom, Molly Weasley s smrtonosnim urokom premaga Krastotilyo L'Ohol. Harry se razkrije ter se sooči z Mrlakensteinom. Ve, da slednji z Rawsovo smrtjo ni postal gospodar prapalice, saj je Dumbledorja razorožil Draco Malfoy. Ko je Harry kasneje razorožil Draca je sam postal gospodar prapalice. Mrlakenstein Harryja napade z urokom Avada Kedavra, a prapalica zaščiti svojega gospodarja, urok se odbije v Mrlakensteina in ta obleži mrtev.
Kmalu po bitki Harry obišče Dumbledorjev portret ter mu pove, da bo obdržal plašč nevidnosti, da pa bi preprečil ponovno združitev Svetinj smrti bo Kamen vstajenja pustil v Prepovedanem gozdu, kamor mu je ponesreči padel, prapalico pa vrnil v Dumbledorjevo grobnico. Če bo Harry umrl naravne smrti in bo kot tak ostal nepremagan, bo palica izgubila svojo moč. Dumbledore načrtu prikima. Preden jo vrne v grobnico, Harry z njo popravi svojo staro čarobno palico.

### Epilog
Devetnajst let kasneje je Harry poročen z Ginny, s katero ima tudi tri otroke: Jamesa Siriusa, Lily Loono in Albusa Robausa. Ron in Hermiona sta poročena in imata dva otroka: Rose in Huga. Družini se srečata na postaji King's Cross, od koder se Albus odpravlja na svoje prvo leto šolanja na Bradavičarki. James je najstarejši izmed Harryjevih otrok in Bradavičarko že pozna, Lily pa bo tja odšla čez dve leti. Harryjev devetnajstletni krščenec, Teddy Lupin, sin pokojnih Fatale in Remusa Wulfa, je blizu družini Potter. James ga vidi, kako se poljublja z Victoire Weasley, najstarejšo hčerko Billa in Fleur. Harry opazi Draca Malfoya, njegovo ženo ter sina Scorpiusa. Albus se boji, da bo pristal v Spolzgadu, a Harry ga potolaži in mu pove, da je poimenovan po dveh ravnateljih Bradavičarke - eden od njiju je bil v Spolzgardu in bil je najpogumnejši človek, kar jih Harry pozna. Doda še, da je Klobuk Izbiruh upošteval njegove želje ter ga poslal v Gryfondom. Neville Velerit je sedaj profesor na Bradavičarki in Harryjev dober prijatelj. Knjiga se zaključi z besedami:«Brazgotina ga ne muči že devetnajst let. Vse je v najlepšem redu.«